# مرگ زیبا (فیلم ۲۰۱۶)
مرگ زیبا (به انگلیسی: Die Beautiful) فیلمی کمدی-درام محصول سال ۲۰۱۶ و به کارگردانی جون لانا است. در این فیلم بازیگرانی همچون پائولو بالستروس، کریستین بابلز، جوئل توره، گلادیس ریس، لوئیس آلاندیس، ابی کازینو، ایزا کالزادو، یوجین دومینگو ایفای نقش کرده‌اند.